# 白燕
白燕（英語：Pak Yin，1920年—1987年5月6日），原名陳玉屏，廣東惠州人，是香港1950年代至1960年代粵語片女演員，人稱扁姐或扁姨，有「華南影后」的美譽。白燕精於演繹不幸女性及賢妻良母，形象鮮明，端莊嫻淑，故事寫實。幕前對手有著名小生吳楚帆、張瑛、張活游等。期間總共主演影片有300多部。

## 家庭
白燕於1938年結婚，第一任丈夫是梁偉民，他們因為拍《戰士情花》而認識（梁偉民是片中的男主角，此片也是他投資拍攝），但這段婚姻維持甚短，兩年後便離婚。
白燕與第二任丈夫盧天佑先生（藝人盧海天先生的三哥，盧冠廷先生的三伯父）育有一女，名盧國珮。另亦收一名叫許嘉衍的女士為契女。兩女分別居於香港和加拿大。

## 星途
廣州教忠女子中學肄業的白燕，1936年成為廣州「國際影片公司」演員，參演電影《并蒂莲》。1937年到香港，第一部電影演出是《錦繡河山》。在日本侵華期間，白燕等曾經拍攝抗日電影《上海火線後》、《氣壯山河》、《鐘馗捉鬼》等30多部。1952年，白燕與幾位香港著名演員，包括吳楚帆、張活游、黃曼梨等，創立「中聯電影企業有限公司」，製作優質電影。當時外界的華語電影製作，有「七日鮮」，「伶星不分家」（即是，粵劇演員兼拍電影，賺外快），電影公司趕拍、濫拍，造成粵語電影質素參差不齊。而白燕等電影人，創立中聯電影，抱有理想。在1954年，组建「山联影片公司」，监制及主演了《芸娘》等优秀粤语片。
白燕最後一部電影演出是1964年的《瘋婦》，從此退出電影圈，不過在這以後，仍然不時有電視台想邀請她復出拍電視劇。一套是佳視開拍的《明星》，劇情描述林黛的一生，當時由曾江邀請白燕復出，演林黛母親的一角，但並不成功。
另一套是1978年無綫電視（TVB）開拍的《強人》，由當時TVB的大員兼白燕的鄰居的黃筑筠出馬游說，黃筑筠跟白燕保證如果她肯演，她的戲分由頭到尾均重。據說當時白燕亦很心動，不過她只想保留當年粵語片時代的風采形象給觀眾回憶，所以並沒有答應復出，結果那角色改由湘漪演出。
1987年5月6日，白燕因骨癌在香港病逝，享年67歲。

## 演出的電影
| - 1937 《孟姜女》 - 1937 《錦繡河山》 - 1937 《金屋藏嬌》 - 1938 《桃花將軍》 - 1938 《戰士情花》 - 1938 《一夜夫妻》 - 1938 《四子從軍》 - 1938 《錢作怪》 - 1938 《氣壯山河》 - 1938 《上海火線後》 - 1939 《西關四美人》 - 1939 《古墓冤魂》 - 1939 《鬼屋殭屍》 - 1939 《夜送寒衣》 - 1939 《李阿毛與唐小姐》 - 1939 《鍾馗捉鬼》 - 1939 《花花公子》 - 1939 《女鬼洞房》 - 1939 《桃李爭春》 - 1939 《桃花命》 - 1939 《黑夜煞星》 - 1940 《狂風暴雨》 - 1940 《七重天》 - 1940 《歌場魅影》 - 1940 《牡丹亭》 - 1940 《姊妹花》 - 1940 《銷魂柳》 - 1940 《紅巾誤》 - 1940 《斬龍遇仙記》 - 1940 《魂歸離恨天》 - 1940 《冷面皇夫》 - 1940 《蝴蝶夫人》 - 1940 《大地回春》 - 1940 《一代名花花影恨》 - 1941 《阮氏三雄》 - 1941 《古屋情魔》 - 1941 《似水流年》 - 1943 《生死鴛鴦》 - 1943 《癡兒女(上下集)》 - 1945 《大地兒女》 - 1947 《海角紅樓(上下集)》 - 1947 《郎歸晚》 - 1947 《借屍還魂》 - 1947 《比翼鴛鴦》 - 1947 《危城諜侶》 - 1947 《難測婦人心》 - 1947 《情天血淚》 - 1947 《妻嬌郎更嬌》 - 1948 《蕩婦魂歸》 - 1948 《再生緣》 - 1948 《夫榮妻未貴》 - 1948 《萬紫千紅》 - 1948 《烽火漁村》 - 1948 《恩怨在今宵》 - 1948 《春風得意》 - 1948 《香港殺人王》 - 1948 《金粉世家(上下集)》 - 1948 《戲迷姑爺》 - 1948 《青衫紅淚》 - 1948 《太太萬歲》 - 1948 《雷劈好心人》 - 1948 《香閨春暖》 - 1948 《一代梟雄》 - 1949 《古屋行屍》 - 1949 《一生兒女債》 - 1949 《郎心碎妾心》 - 1949 《蕭月白(上下集)》 - 1949 《黑妖婦》 - 1949 《幪面美人》 - 1949 《西施》 | - 1949 《珠聯璧合》 - 1949 《啞老婆》 - 1949 《到處惹相思》 - 1949 《人面桃花相映紅》 - 1949 《不如歸》 - 1949 《相逢未晚》 - 1949 《魂斷歸家娘》 - 1949 《乞兒皇帝》 - 1949 《辣手碎情花》 - 1949 《孽海痴魂(上下集)》 - 1950 《妬潮》 - 1950 《罪惡鎖鏈(上下集)》 - 1950 《人海萬花筒》 - 1950 《朝陽》 - 1950 《烏龍夫妻》 - 1950 《孤鳳啼痕》 - 1950 《月下琴挑淑婦魂》 - 1950 《願郎重吻妾朱唇》 - 1950 《凌霄孤雁》 - 1950 《千古女兒千古恨》 - 1950 《暴雨寒梅》 - 1950 《南海漁歌》 - 1950 《鬼屋》 - 1950 《慾海遺恨》 - 1950 《衣錦榮歸》 - 1950 《生無可戀甘為鬼》 - 1950 《殘歌淚影》 - 1950 《情僧》 - 1950 《法網難逃》 - 1950 《兒心碎母心》 - 1950 《梵宮情淚》 - 1950 《冷落斷腸花》 - 1950 《扭紋柴》 - 1951 《十二金釵戲玉郎》 - 1951 《錦繡年華(下集)》 - 1951 《憐我憐卿》 - 1951 《誰憐後母心》 - 1951 《金玉滿堂》 - 1951 《桃花運》 - 1951 《一帆風順》 - 1951 《紅白金龍(上集)》 - 1951 《冷桃源》 - 1951 《無限恩情無限恨》 - 1951 《美人恩》 - 1951 《明珠淚痕》 - 1951 《雪影寒梅》 - 1951 《飄零燕》 - 1951 《凌貴興三打梁天來(上下集)》 - 1951 《春殘燕未歸》 - 1951 《血染杜鵑紅》 - 1951 《紅樓新夢》 - 1951 《冷落春宵》 - 1951 《孽債》 - 1951 《新胡不歸》 - 1951 《情天孤雁》 - 1951 《紅白杜鵑花》 - 1951 《從此蕭郎陌路人》 - 1951 《斷腸母子心》 - 1951 《人約黃昏後》 - 1951 《紅白金龍(下集大結局)》 - 1951 《錦繡年華(上集)》 - 1951 《紙醉金迷》 - 1951 《銀海春光》 - 1951 《霓裳恨》 - 1951 《紅粉飄零》 - 1951 《對錯親家》 - 1951 《千金小姐丫鬟賣》 - 1951 《烏龍姻緣》 - 1951 《艷魔》 - 1951 《嫁錯金龜婿》 | - 1951 《彩鳳戲金龍》 - 1952 《難為了爸爸》 - 1952 《紅運媽姐》 - 1952 《冷月伴郎歸》 - 1952 《阿牛新傳》 - 1952 《啼笑姻緣(上下集)》 - 1952 《龍鳳花燭》 - 1952 《不夜天》 - 1952 《海棠花濺淚》 - 1952 《孤寒財主闊少爺》 - 1952 《花開燕子歸》 - 1952 《賊王子巧遇情僧》 - 1952 《花好月圓》 - 1952 《如意吉祥》 - 1952 《月夜痴魂》 - 1952 《綠窻紅淚》 - 1952 《黃金美人》 - 1952 《迷姬》 - 1952 《兩個刁蠻女三氣蕭月白》 - 1952 《敗家仔》 - 1952 《新海角紅樓》 - 1952 《艷曲醉郎心》 - 1952 《貧賤夫妻百事哀》 - 1952 《拜錯石榴裙》 - 1952 《十個肥女嫁瘦郎》 - 1953 《往事知多少》 - 1953 《義犬報恩》 - 1953 《苦海明燈》 - 1953 《新婚記》 - 1953 《一家親》 - 1953 《有心唔怕遲》 - 1953 《玉碎花殘》 - 1953 《秋雨殘花》 - 1953 《雙雄鬥智》 - 1953 《春》 - 1954 《大雷雨》 - 1954 《豪華世家》 - 1954 《離婚淚》 - 1954 《母親》 - 1954 《山長水遠》 - 1954 《山水有相逢》 - 1954 《父慈子孝》 - 1954 《芸娘》 - 1954 《百變婦人心》 - 1954 《空谷蘭》 - 1954 《漢武帝夢會衛夫人》 - 1955 《黛絲姑娘》 - 1955 《情痴》 - 1955 《一個女演員的自述》 - 1955 《長生塔》 - 1955 《下一代》 - 1955 《故苑又逢春》 - 1955 《魂斷望夫山》 - 1955 《春殘夢斷》 - 1955 《愛情三部曲》 - 1955 《兩重心》 - 1955 《寒夜》 - 1955 《愛(續集)》 - 1955 《秋海棠》 - 1955 《愛(1)》 - 1955 《痴情淚》 - 1956 《錦繡青春》 - 1956 《霧美人》 - 1956 《艷屍還魂記》 - 1956 《家和萬事興》 - 1956 《春風帶得歸來燕》 - 1956 《孔雀東南飛》 - 1956 《三入閻王殿》 - 1956 《大團圓》 - 1956 《元配夫人》 - 1957 《無情大海有情天》 | - 1957 《雷雨》 - 1957 《水滸傳智取生辰綱》 - 1957 《誰是兇手?》 - 1958 《婚變》 - 1958 《你是兇手》 - 1958 《苦女江海燕(上集)》 - 1958 《奸情》 - 1958 《紫薇園的秋天》 - 1958 《她的一生》 - 1958 《黑俠擒兇》 - 1958 《歷盡滄桑一美人》 - 1959 《一命三兇手》 - 1959 《人倫》 - 1959 《豪門夜宴》 - 1959 《路》 - 1959 《錢》 - 1960 《恩情(大結局)》 - 1960 《棄婦(上下集)》 - 1960 《我要活下去》 - 1960 《人海孤鴻》 - 1960 《晚娘》 - 1960 《人》 - 1960 《虹》 - 1960 《可憐天下父母心》 - 1960 《三滴血》 - 1960 《恩情》 - 1961 《唉郎錯了!》 - 1961 《金粉世家(上下集)》 - 1961 《七小福》 - 1961 《古廟幽魂》 - 1961 《落霞孤鶩》 - 1961 《天倫(上下集)》 - 1961 《血手套》 - 1961 《豪門孽債》 - 1961 《可憐的媽媽》 - 1961 《慈母手中線》 - 1962 《破鏡重圓》 - 1962 《富貴神仙》 - 1962 《滿江紅》 - 1962 《情比金堅》 - 1962 《回魂夜》 - 1962 《難分骨肉情》 - 1962 《殘月離魂》 - 1962 《夜深沉》 - 1962 《夜夜望娘歸》 - 1962 《吸血婦》 - 1961 《孽海遺恨(上下集)》 - 1962 《苦雨春風》 - 1962 《秋風秋雨》 - 1962 《步步追踪》 - 1962 《似水流年》 - 1963 《狂人塔(上下集)》 - 1963 《復活玫瑰》 - 1963 《荒谷恩仇記》 - 1963 《金玉滿堂》 - 1963 《秦淮世家》 - 1963 《海》 - 1963 《倚天屠龍記(上下集)》 - 1963 《金夫人》 - 1963 《鬼屋疑雲》 - 1964 《瘋婦》 - 1964 《香港一婦人》 - 1964 《錦繡天堂》 - 1964 《大少奶》 - 1964 《鬼新娘》 - 1964 《血紙人》 - 1964 《滿堂吉慶》 - 1964 《男男女女》 - 1965 《滄海遺珠》 - 1980 《有料到》 |

## 著作
- 《錦繡青春》
- 《一個女演員的自述》

## 外部参考
- 白燕的Instagram帳戶
- 白燕在互联网电影资料库（IMDb）上的資料（英文）
- 白燕在香港影庫上的簡介
- 白燕電影作品列表 （页面存档备份，存于）